# Helena Janečić
Helena Janečić (Osijek, 1979.) hrvatska je slikarica i crtačica stripova. 

## Životopis
Rođena je u Osijeku 1979. Godine 2003. diplomirala je na Sveučilištu Furman u Sjedinjenim Američkim Državama. 2007. je magistrirala na Akademiji likovnih umjetnosti u Zagrebu. 

## Stvaralaštvo
Njezini su radovi slike velikih formata, klasični strip-crtež, ali i glazbene izvedbe, a govore o svakodnevici queera, kulturnom naslijeđu i povijesti queera.
U srednjoj školi počela je crtati stripove. Izlagala je na više samostalnih i nizu skupnih izložbi u Hrvatskoj i inozemstvu. Godine 2009. njezin je rad uvršten u likovnu zbirku Erste banke. 2010. njezini su strip radovi uvršteni u antologiju "Ženski strip na Balkanu" u izdanju Fibre. Nagrađena je na 23. slavonskom bijenalu. Od 2010. članica je Hrvatske zajednice samostalnih umjetnika. 
Osmislila je stripovsku superjunakinju Horny Dyke, protagonisticu izdanja "Horny Dyke na rubu konvencije" (Zagreb, 2011.) koje okuplja važnije stripove do 2011.
Radi kao slobodna umjetnica i crtačica stripa u Zagrebu. 

## Vanjske poveznice
- Službena mrežna stranica